# Ithone burrensis
Ithone burrensis is een insect uit de familie van de Ithonidae, die tot de orde netvleugeligen (Neuroptera) behoort. 
Ithone burrensis is voor het eerst wetenschappelijk beschreven door Riek in 1974.